# 似鯿駝背脂鯉
似鯿駝背脂鯉（学名：Cyphocharax abramoides），為輻鰭魚綱脂鯉目脂鯉亞目無齒脂鯉科的其中一個種，分布於南美洲奧里諾科河上游及黑河流域，體長可達21.3公分，棲息在河川底中層水域，生活習性不明，可做為食用魚。